# Kompozycja zamknięta

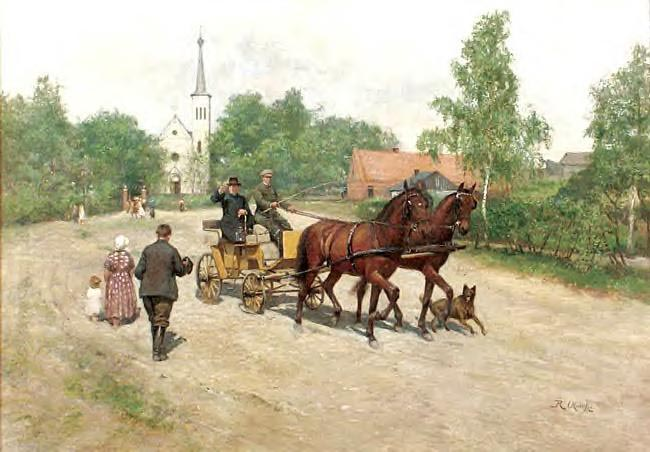
Motyw z małego miasteczka, Ryszard Jan Okniński, XIX w.

Kompozycja zamknięta – kompozycja, w której wszystkie elementy świata przedstawionego tworzą jasny, przejrzysty, skończony i logiczny układ. Kompozycja zamknięta obejmuje różne rodzaje sztuk pięknych: muzykę, plastykę, literaturę.
Kompozycja zamknięta jest przeciwieństwem kompozycji otwartej. Wszystkie elementy konstrukcji utworu literackiego wzajemnie się dopełniają i tłumaczą, dzięki temu tworzą spójny układ przyczynowo-skutkowy, który nie pozostawia odbiorcy zbyt wiele miejsca na insynuacje, domysły i  własne interpretacje wydarzeń lub zachowań bohaterów. To rodzaj kompozycji bardzo dosadnej, w której autor ukazuje jasno i wprost swoją koncepcję.  Kompozycję zamkniętą mają utwory np. Antygona Sofoklesa, Treny Jana Kochanowskiego, Potop Henryka Sienkiewicza, Chłopi Władysława Reymonta, Popioły Stefana Żeromskiego. 
Kompozycja zamknięta w kompozycji plastycznej, to taka kompozycja, w której wszystkie elementy ukazane są w całości  – żaden z elementów nie „styka” się z krawędzią kompozycji i nie można przedłużyć go poza jej krawędzie.  